# Libera (Renato Zero)
Libera è un singolo del cantautore italiano Renato Zero, pubblicato nel 2001 come secondo estratto dall'album La curva dell'angelo.

## Il brano
Libera è stata composta da Claudio Guidetti, Maurizio Fabrizio e Renato Zero. Estratta come secondo singolo, entrò in rotazione radiofonica nel dicembre 2001. Il brano, anticipatore di ciò che sarebbe diventato un fenomeno sempre più in aumento anni dopo, tratta il delicato tema della violenza sulle donne (argomento ripreso, poi, da Zero nel 2013 in Nessuno tocchi l'amore, singolo contenuto nell'album Amo - Capitolo II).
Il brano fu eseguito, per la prima volta, durante la prima puntata della settima edizione di Carràmba! Che sorpresa, trasmissione condotta da Raffaella Carrà, e, successivamente, durante la terza puntata de La bella e la besthia, condotta da Lucio Dalla, andate in onda rispettivamente il 24 gennaio 2002 e il 9 febbraio 2002, entrambe su Rai 1. Per queste due esibizioni televisive, fu proposta anche una coreografia portata in scena da Zero e da una ballerina: l'uomo (interpretato da Renato) non accetta il fatto che la donna (interpretata dalla ballerina) voglia interrompere la loro relazione malata, composta soltanto dal possesso dell'uomo. Quest'ultimo, saturo di gelosia e possessione, piuttosto che vedere la donna libera, decide di soffocarla a tal punto da ucciderla, così da impedirle di poter fuggire ed essere felice.
La canzone fu inserita nella scaletta del tour primaverile portato nei palazzetti dello sport, Prove di volo.
Inizialmente, il brano fu pubblicato su CD Single Promo destinato solamente alle radio; successivamente, fu inserito come B-side nel singolo Innocente, edito il 19 aprile 2002 in formato CD e Picture disc 10''.

## Videoclip
Di questo brano, venne realizzato anche un videoclip girato a Ostia Antica e in una villa lombarda del '700. Liberamente ispirato al film Légami! di Pedro Almodóvar, il video vede come protagonista femminile Naike Rivelli, figlia dell'attrice Ornella Muti.
Diretto dal regista Luca Lucini, è stato trasmesso in anteprima su Rai 1 il 12 aprile 2002. Successivamente, fu inserito come traccia bonus nel CD singolo Innocente.

## Tracce
Testi di Renato Zero, musiche di Claudio Guidetti e Maurizio Fabrizio
1. Libera – 4:07

## Formazione
- Renato Zero - voce
- Lele Melotti - batteria
- Cesare Chiodo - basso
- Paolo Gianolio - chitarra
- Fio Zanotti - tastiera